# Elizabeth A. Sackler Center for Feminist Art

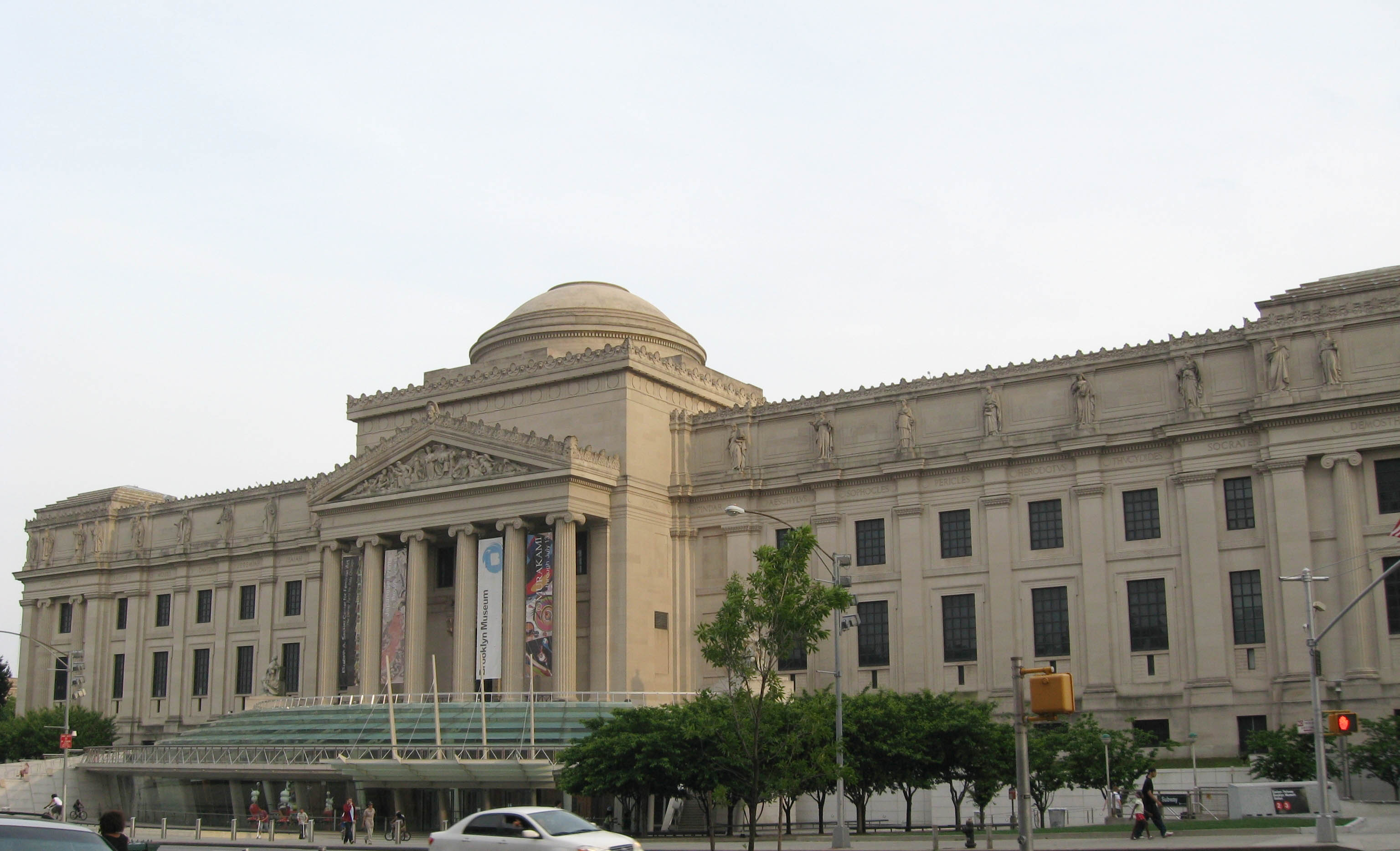
Brooklyn Museum

Das Elizabeth A. Sackler Center for Feminist Art befindet sich auf der vierten Ebene des Brooklyn Museums in New York City. Namensgeberin und Gründerin des Zentrums ist Elizabeth Sackler, eine New Yorker Historikerin, Philanthropin und Kunstsammlerin.

## Geschichte

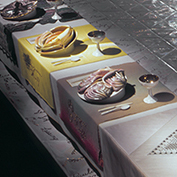
Detail aus The Dinner Party

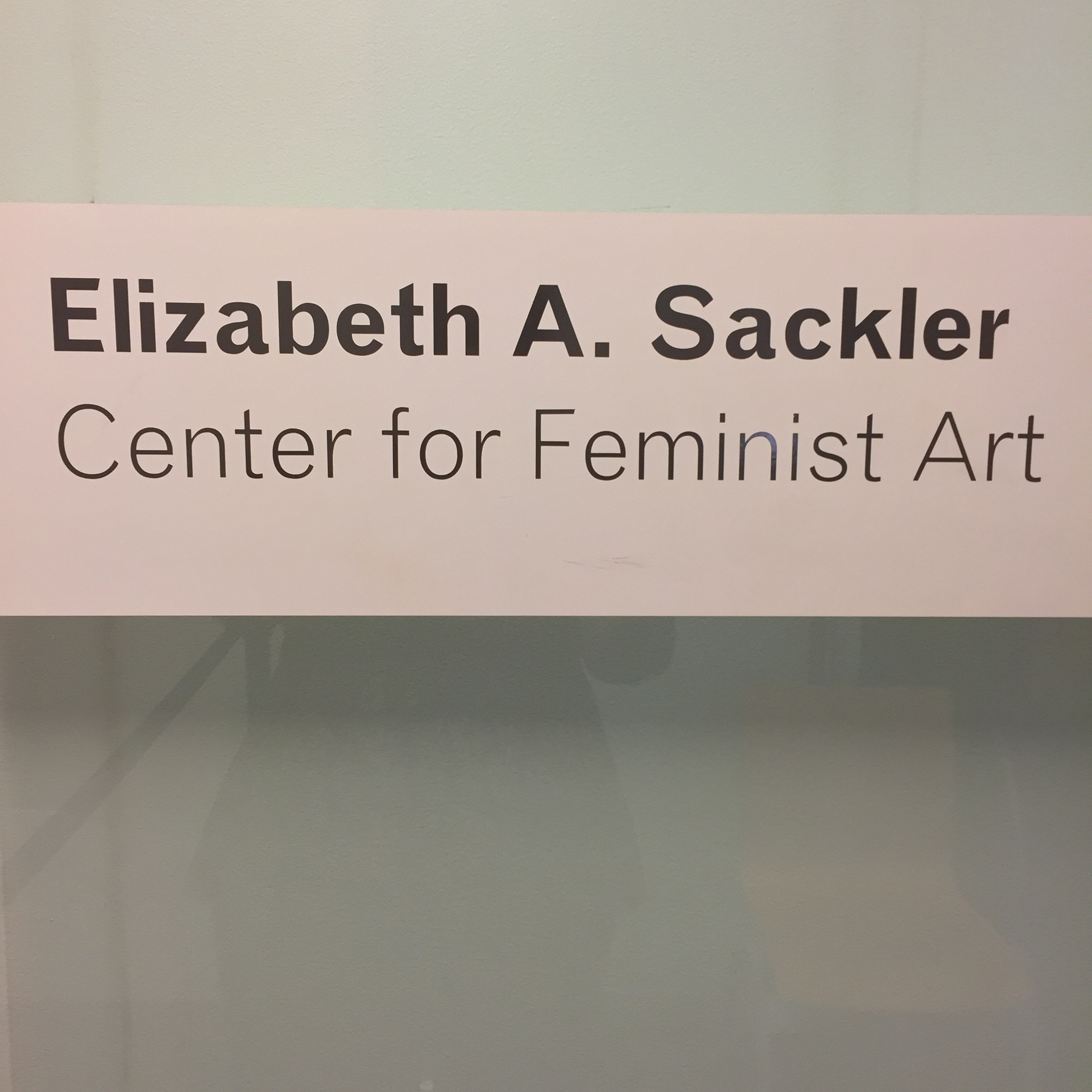
Schriftzug im Brooklyn Museum

Das Elizabeth A. Sackler Center for Feminist Art wurde am 23. März 2007 im Brooklyn Museum als erstes Museum seiner Art eröffnet. Es ist neben einem Museum auch ein Studienzentrum, in dem die Kunst aus feministischer Sicht erarbeitet wird. Es betrachtet sich als Bindeglied für feministische Kunst, Theorie und Aktivismus. Auf einer Fläche von 770 m² schafft es eine interaktive Umgebung um den Einfluss des Feminismus in Kunst und Kultur zu untersuchen. Finanziert wurde das Zentrum von der  Elizabeth A. Sackler Foundation und entworfen von der New Yorker Architektin Susan Rodriguez.
Seit 2007 befindet sich hier Judy Chicagos Installation The Dinner Party. Die Installation wurde von Chicago im Jahr 1974 begonnen und 1979 abgeschlossen. Chicagos feministische Kunstwerk The Dinner Party ist die symbolische Geschichte bedeutender Frauen aus westlichen Kulturen. Symbolisiert durch 39 ausgefeilte, individuelle Gedecke, unter denen sich handbemalte Porzellanteller, Keramikbesteck und Kelche befinden, auf bestickten Läufern mit Servietten, angeordnet entlang eines massiven dreieckigen Tisches. Neben diesen 39 herausragenden Frauen finden sich die Namen von weiteren 999 bekannten Frauen der Geschichte in Goldschrift auf weißen dreieckigen Fliesen, die den Boden der Installation bilden.
Das Forum des Zentrums wird als Tagungsort für öffentliche Programme zu feministischen Themen genutzt und ist zudem eine Plattform für eine Interessenvertretung in Frauenfragen mit Ausstellungen zu feministischer Kunst und Galerien zur feministischen Geschichte. Unterstützt wird die Arbeit durch das Council for Feminist Art. Die Mitglieder diskutieren mit Marilyn Greenberg, der Vorsitzenden des Rates, und Catherine Morris, Kuratorin des Elizabeth A. Sackler Centers, über die Relevanz des Feminismus für die visuelle Kultur und nehmen an Ausstellungseröffnungen und privaten Besuchen von Künstlerinnen und Künstlern teil.

## Feminist Art Base
Eine weitere Initiative des Zentrums ist das Feminist Art Base, ein digitales Archiv, welches sich ausschließlich der feministischen Kunst widmet. Es erstellt Profile von prominenten und vielversprechendsten Autoren auf dem Gebiet der feministischen Kunst. Die Datenbank steht Forschern als Archiv über Künstler aus den 1960er bis zu den frühen 2000er Jahren zur Verfügung.

## Ausstellungen
Eröffnet wurde das Zentrum am 23. März 2007 mit der Ausstellung Global Feminisms. Sie lief bis zum 1. Juli 2007 und war die erste internationale Ausstellung zum Thema Feministische Kunst der Gegenwart.
- An Art of Our Own: Women Ceramicists from the Permanent Collection; 23. März 2007 – 26. Juli 2008[5]
- Artist Project: Between the Door and the Street; 10. – 20. Oktober 2013[6]
- Burning Down the House: Building a Feminist Art Collection; 31. Oktober 2008 – 5. April 2009[7]
- Chicago in L.A.: Judy Chicago’s Early Work, 1963–74; 4. April – 28. September 2014[8]
- Eva Hesse Spectres 1960; 16. September 2011 – 8. Januar 2012[9]
- The Fertile Goddess; 19. Dezember 2008 – 31. Mai 2009[10]
- Ghada Amer: Love Has No End; 16. Februar – 19. Oktober 2008[11]
- Global Feminisms; 23. März – 1. Juli 2007[12]
- Global Feminisms Remix; 3. August 2007 – 3. Februar 2008[13]
- Healing the Wounds of War: The Brooklyn Sanitary Fair of 1864; 29. Januar – 17. Oktober 2010[14]
- Judy Chicago’s Feminist Pedagogy and Alternative Spaces; 29. September – 16. November 2014[15]
- Käthe Kollwitz: Prints from the 'War' and 'Death' Portfolios; 15. März – 10. November 2013[16]
- Kiki Smith: Sojourn; 12. Februar – 12. September 2010[17]
- Lorna Simpson: Gathered; 28. Januar – 21. August 2011[18]
- Materializing 'Six Years': Lucy R. Lippard and the Emergence of Conceptual Art; 14. September 2012 – 17. Februar 2013[19]
- Matthew Buckingham: The Spirit and the Letter; 3. September 2011 – 8. Januar 2012[20]
- Newspaper Fiction: The New York Journalism of Djuna Barnes, 1913–1919; 20. Januar – 19. August 2012[21]
- Patricia Cronin: Harriet Hosmer, Lost and Found; 5. Juni 2009 – 24. Januar 2010[22]
- Pharaohs, Queens, and Goddesses; 3. Februar 2007 – 3. Februar 2008[23]
- Rachel Kneebone: Regarding Rodin; 27. Januar – 12. August 2012[24]
- Reflections on the Electric Mirror: New Feminist Video1. Mai 2009 – 10. Januar 2010[25]
- Sam Taylor-Wood: Ghosts; 30. Oktober 2010 – 14. August 2011[26]
- Twice Militant: Lorraine Hansberry’s Letters to The Ladder; 22. November 2013 – 16. März 2014[27]
- Seductive Subversion: Women Pop Artists, 1958–1968; 15. Oktober 2010 – 9. Januar 2011[28]
- Votes for Women; 16. Februar – 30. November 2008[29]
- Wangechi Mutu: A Fantastic Journey; 11. Oktober 2013 – 9. März 2014[30]
- Wish Tree; 15. November 2012 – 6. Januar 2013[31]
- Workt by Hand: Hidden Labor and Historical Quilts; 15. März – 15. September 2013[32]

## Auszeichnungen
Im März 2012 feierte das Elizabeth A. Sackler Center for Feminist Art seinen fünften Geburtstag. In diesem Zusammenhang stiftete das Zentrum den Preis: Sackler Center First Awards. Der Preis wurde von Elizabeth Sackler konzipiert und wird an Frauen vergeben, die eine geschlechtsspezifische Barriere durchbrochen haben, um in ihrem jeweiligen Bereich eine bemerkenswerte Leistung zu erbringen.
2016
- Angela Davis

2015
- Miss Piggy

2014
- Anita Hill

2013
- Julie Taymor

2012
- Associate Justice Sandra Day O’Connor (retired)
- Marin Alsop
- Connie Chung
- Johnnetta Cole
- Wilhelmina Cole Holladay
- Sandy Lerner
- Lucy R. Lippard
- Chief Wilma Mankiller (posthumous)
- Toni Morrison
- Linda Nochlin
- Jessye Norman
- Judith Rodin
- Muriel Siebert
- Susan Stroman
- Faye Wattleton